# 米凯莱·卡尔维宁
米凯莱·卡尔维宁（芬蘭語：Michelle Karvinen，1990年3月27日—），丹麦、芬兰女子冰球运动员。她曾代表芬兰参加2010年、2014年、2018年和2022年冬季奥林匹克运动会冰球比赛，共获得三枚铜牌。